# Rodolfo Galeotti Torres
Rodolfo Galeotti Torres (Quetzaltenango, 4 de marzo de 1912-Ciudad de Guatemala, 22 de mayo de 1988) fue un reconocido escultor guatemalteco. Fue director de la Escuela Nacional de Artes Plásticas Rafael Rodríguez Padilla. Realizó varias obras escultóricas en el Palacio Nacional de Guatemala, dentro de las que se destacan los escudos nacionales. 

## Obras
| Año  | Nombre                                                                                     | Imagen           |
| ---- | ------------------------------------------------------------------------------------------ | ---------------- |
| 1943 | Medallones del Palacio Nacional Obra en hormigón                                           |                  |
| 1945 | Tríptico de la Revolución de Octubre Obra en hormigón                                      | Obra en hormigón |
| 1970 | Busto del Ingeniero Raúl Aguilar Batres en la Calzada del mismo en la Ciudad de Guatemala. | Obra en mármol   |
| 1970 | Tecún Umán de Quetzaltenango Obra en bronce                                                |                  |
|      | Atanasio Tzul de Totonicapán                                                               | Obra en hormigón |
| 1981 | Monumento a los constructores del Mapa en Relieve de Guatemala Obra en bronce              |                  |
| 1987 | Monumento al Papa Juan Pablo II en la Plaza Berlín Obra en bronce                          | .                |
| 1968 | La Universidad Popular se abre al pueblo. Obra en hormigón.                                |                  |
| 1988 | Jugador Maya de Pelota. Obra en bronce.                                                    |                  |

## Condecoraciones
A lo largo de su vida recibió numerosos reconocimientos, dentro de los que cabe mencionar la condecoración de la Medalla Presidencial (16 de mayo de 1988).

## Muerte
Falleció el 22 de mayo de 1988 en Ciudad de Guatemala.